# Evelina Meghnagi
Evelina Meghnagi (Tripoli, 23 ottobre 1954) è un'attrice e cantante italiana.
È considerata una delle interpreti più importanti nel panorama musicale internazionale sefardita.

## Biografia
Nata nella capitale libica, da una famiglia ebraica di antica tradizione originaria della Spagna, la Meghnagi cresce e si forma in Italia, e ben presto studia canto classico ed etnico. Coniugando di frequente la recitazione e il canto, lavora prevalentemente in teatro, e ha interpretato diverse composizioni di autori contemporanei in alcuni casi scritte appositamente per lei, sia per spettacoli teatrali che per registrazioni.
Ha studiato antropologia all'Università La Sapienza di Roma. Sefardita appassionata di musica ebraica, diviene presto una delle interpreti più accreditate delle melodie della tradizione ebraica sefardita e yemenita, e con i suoi concerti ha contribuito a far conoscere questo repertorio al pubblico di alcuni prestigiosi teatri d'Italia e del mondo. Ha inoltre composto melodie per alcuni spettacoli teatrali, curandone e interpretando la parte musicale, collaborando con registi come Luca Ronconi e Maurizio Scaparro, ma anche per alcuni film e sceneggiati televisivi.
Come musicista collabora con il gruppo Mishmash e ha pubblicato il cd Di voce in voce nel 2001.
La Meghnagi ha recitato in film di successo come Oci ciornie nel 1987, Monteriano - Dove gli angeli non osano metter piede nel 1991, La passione di Cristo nel 2004 e La princesse de Montpensier nel 2010, al fianco di attori come Helena Bonham Carter, Rupert Graves, Marcello Mastroianni, Innokentij Michajlovič Smoktunovskij, Jim Caviezel, Monica Bellucci e Mélanie Thierry. Altrettanto ragguardevole è la sua partecipazione alla famosa fiction italiana L'onore e il rispetto - Parte seconda nel 2009, dove interpreta la goffa domestica del dottor Emilio Fidemi.

## Discografia
- 2001 – Di voce in voce (MRF Records)

## Filmografia

### Cinema
- Oci ciornie, regia di Nikita Sergeevič Michalkov (1987)
- Una lepre con la faccia di bambina, regia di Gianni Serra (1989)
- Monteriano - Dove gli angeli non osano metter piede, regia di Charles Sturridge (1991)
- Quando si fa buio, regia di Claudio Carafoli (1995)
- Margherita, regia di Claudio Carafoli (1995)
- Quer pasticciaccio brutto de via Merulana, regia di Giuseppe Bertolucci (1996)
- Il gioco di Ripley, regia di Liliana Cavani (2002)
- Piovono mucche, regia di Luca Vendruscolo (2002)
- La passione di Cristo, regia di Mel Gibson (2004)
- Un dottore quasi perfetto, regia di Raffaele Mertes (2007)
- Giulia non esce la sera,  regia di Giuseppe Piccioni (2009)
- La princesse de Montpensier,  regia di Bertrand Tavernier (2010)

### Televisione
- Un commissario a Roma – serie TV (1993)
- Abramo, regia di Joseph Sargent – miniserie TV (1993)
- Carabinieri – serie TV (2007)
- L'onore e il rispetto - Parte seconda – serie TV (2009)
- Dov'è Mario? – serie TV (2016)
- Stucky – serie TV, episodio 1x01 (2024)